# Dél-oregoni Egyetem
A Dél-oregoni Egyetem (Southern Oregon University, SOU) állami fenntartású felsőoktatási intézmény az Amerikai Egyesült Államok Oregon államának Ashland városában, amelyet 1872-ben alapítottak Ashland Academy néven, és további nyolc névváltoztatást követően 1997-ben vette fel mai elnevezését. Mai, 71 hektáros campusán 1926 óta működik. Öt legújabb épülete rendelkezik a LEED energiatakarékossági tanúsítványával. Itt találhatók a Jefferson Public Radio és a Rogue Valley Community Television stúdiói. 2015 óta igazgatótanács irányítja.
A hét szervezeti egység képzéseinek többsége negyedéves rendszerben folyik. A művészeti központ együttműködésben áll az Oregon Shakespeare Festivallal.
Az intézmény az Állami Bölcsészettudományi Főiskolák Tanácsa és az Állami Főiskolák és Egyetemek Amerikai Szövetségének tagja.

## Története
Az intézményt 1872-ben alapította a Metodista Püspöki Egyház Ashlandi Akadémia néven, első rektora Joseph Henry Skidmore tiszteletes volt. 1878-ban Ashlandi Akadémia és Kereskedelmi Főiskola, 1882-ben Ashlandi Főiskola és Tanítóképző, 1886-ban Ashlandi Állami Tanítóképzőre, 1895-ben pedig Dél-oregoni Állami Tanítóképzőre nevezték át. Ugyan 1882-ben az állam hivatalos tanítóképzővé minősítette, állami támogatást nem kapott, így 1890-ben bezárt. Öt év múlva újranyílt, de továbbra is a tandíjaktól és adományoktól függött, míg 1897-ben az állam hétezer-ötszáz dollár támogatást ítélt meg. Az intézmény virágzott, azonban 1909-ben Oregon minden tanítóképző támogatását megvonta.
Az 1909-es tanév végén a finanszírozás hiánya miatt bezárt, és csak 1925-ben, a támogatások újraítélésekor nyílt újra. Tízhektáros campusa jelenlegi helyén 1926-ban nyílt meg; első létesítménye a Julius A. Churchill rektorról elnevezett Churchill épület volt. Az egyetemi polgárok elfogadták a kötvénykibocsátásról szóló tervezetet, az állam pedig 175 ezer dollárt ítélt meg a mai adminisztrációs részleg megépítésére. A Kelet-oregoni Egyetem Inlow épülete a Churchill épület John Virginius Bennes által reneszánsz stílusban megtervezett mása. 1932 az állami felsőoktatási tanács az intézményt Dél-oregoni Tanítóképzőre nevezte át.
A velencei kalmár 1935-ben Angus Bowmer drámaprofesszor által rendezett előadásából nőtt ki később az Oregon Shakespeare Festival.
1939-ben az intézményt az Amerikai Tanítóképzők Szövetsége akkreditálta, Charles A. Sprague kormányzó pedig aláírta a törvényt, amivel az iskola neve Dél-oregoni Tanárképző Főiskolára módosult.
1946-ban Elmo Stevenson, a Stevenson épület későbbi névadója lett a rektor, aki három év alatt a hallgatói létszámot a második világháború végén mért 45-ről nyolcszázra növelte. Stevenson 1969-ben vonult nyugdíjba. 1956-ban az intézmény neve Dél-oregoni Főiskolára változott.
1975-ben felvette a Dél-oregoni Állami Főiskola nevet, 1997-ben pedig egyetemmé alakult.

### Együttműködés a Rogue Közösségi Főiskolával
A két intézmény 1996. március 6-án megállapodást írt alá a közösségi főiskola körzetének Jackson megyére történő kiterjesztésére, majd az 1997–1999 közötti időszakban erre a célra több támogatást is kaptak. A medfordi közös képzőhely építése 2007 márciusában kezdődött és 2008 szeptemberében adták át. A háromszintes, 6380 négyzetméteres épületben előadótermek, számítógépes és tudományos laboratóriumok, valamint egy Prometric vizsgaközpont és üzleti képzőhely is található. MBA, menedzsment és tanárképzés szakokon folyik mesterképzés (utóbbi a Dél-oregoni Egyetem azonos képzésének rövidített változata).
A két intézmény, valamint a Klamath megyei Közösségi Főiskola és az Oregoni Műszaki Intézet vezetői 2018 novemberében bejelentették a Dél-oregoni Felsőoktatási Konzorcium létrejöttét, melynek keretében a régió szükségleteinek megoldására rendszeres tanácskozásokat folytatnak.

## Campus
A The Princeton Review szerint az intézmény az USA és Kanada egyik legjobban környezettudatos intézménye, emellett a Sierra Club 2015-ben és 2018-ban is beporzóbarátnak minősítette. 2019-ben az Állami Főiskolák és Egyetemek Amerikai Szövetsége kiválóság- és innovációdíjjal tüntette ki.

### Lakhatás
Az intézmény kollégiumok mellett apartmanházakat is fenntart:
- A 2013-ban átadott, a LEED arany fokozatú energiahatékonysági tanúsítványával rendelkező Raider Village területén találhatók a Shasta és McLoughlin kollégiumok, valamint a The Hawk étkezde[2]
- Az 1970-es években épült Greensprings Complex négy kollégiuma (Applegate, Bear Creek, Crater Lake és Deschutes) egy közösségi teret fog körbe
- A 2005 szeptemberében átadott Madrone Apartmanházban 24 négyágyas, fürdőszobával és konyhával felszerelt lakóegység található
- A két utcasarokra található Student Apartments and Family Housing komplexumban a hallgatók mellett oktatók, alkalmazottak és családjaik is élnek; Quincy és Wightman apartmanházakban 42–140 négyzetméter alapterületű stúdiólakások találhatók, emellett az arra jogosultaknak házakat is fenntartanak
- A legrégebbi kollégium a Madrone
- A Susanne Homesban ma a tehetséggondozó főiskola található

### Hannon Könyvtár
A 2005-ben átadott létesítmény névadója Lenn Hannon szenátor, aki húszmillió dollár kormányzati kötvényt és 3,5 millió magántámogatást szerzett a bővítéshez. Az Oregoni Felsőoktatási Tábla először Lenn és Dixie Hannon Könyvtárnak nevezte el, de neve később rövidült. A projekt keretében a könyvtári terület majdnem megduplázódott, és technikai fejlesztéseket is megvalósítottak.

## Oktatás
Az egyetem hét szervezeti egységből áll (művészeti, üzleti, kommunikációs- és környezeti, egészségügyi- és vezetőképzési, bölcsészettudományi és kulturális, társadalomtudományi, tudományos, műszaki, mérnöki és matematikai, illetve alapképzési tanulmányok). Medford városában a Rogue Közösségi Főiskolával közös létesítményben folyik az oktatás, az Oregoni Egészségtudományi Egyetem ápolóképzése pedig a Dél-oregoni Egyetem székhelyén folyik.
Három oktatója Fulbright-ösztöndíjas. Ez az ország első felsőoktatási intézménye, amely transzneműségi tanulmányok szakon tanúsítványt bocsát ki.
2019-ben a tanulási nehézségekkel küzdő hallgatóknak ajánlott intézmények között volt.

## Hallgatói élet
A legtöbb majorszaknak és hobbinak saját hallgatói köre van. Az intézményt az Outside magazin a kültéri tevékenységekre legalkalmasabb húsz intézmény közé választotta.
A tematikus közösségekhez segítő szervezetek kapcsolódnak. Az intézmény képviselteti magát az Oregoni Hallgatói Szövetségben, illetve saját 15 tagú igazgatótanácsának egyik tagját a hallgatók közül választják.

## Média
A The Siskiyou hallgatói publikáció online jelenik meg. Nyomtatott változata 1926 és 2012 januárja között jelent meg. Az állami lapkiadói szövetség versenyén 2009-ben és 2018-ban is dobogós helyezést ért el.
Az egyetem online hírportálja 2018 szeptemberében indult.

## Sport
A Raiders sportegyesület csapatai az 1993–1994-es tanév óta a Cascade Collegiate Conference tagjaként a National Association of Intercollegiate Athleticsben (NAIA) játszanak; az amerikaifutball-csapat a Frontier Conference tagja. Húsz versenysportot kínálnak, kabalájuk a rőtfarkú ölyv.
Az amerikaifutball-csapat a NAIA 2014-es bajnokságát, míg a birkózócsapat az 1978-as, 1983-as, 1994-es és 2001-es National Wrestling Championshipet nyerte meg. A férfi terepfutók 2010-ben és 2016-ban, a két nem összevonva pedig 2018-ban győzött. A softballcsapat a NAIA 2019-es, 2021-es és 203-as bajnokságát nyerte meg.

## Nevezetes személyek
- Agnes Baker Pilgrim, a takelma törzs spirituális vezetője[33]
- Aldrick Rosas, amerikaifutball-játékos[34]
- Andrae Thurman, amerikaifutball-játékos[35]
- D’Arcy Carden, színész[36]
- Fred Mossler, üzletember[37]
- Joel David Moore, színész[38]
- Juan Carlos Romero Hicks, Mexikó Guanajato tartományának kormányzója[39]
- Julie Parrish, politikus[40]
- Kim Rhodes, színész[41]
- Lawson Fusao Inada, költő[42]
- Lenn Hannon, szenátor, az egyetemi könyvtár névadója[43]
- Mark Helfrich, amerikaifutball-edző[44]
- Rick Story, birkózó[45]
- Ted Adams, az IDW Publishing vezérigazgatója[46]
- Todd Field, filmrendező[47]
- Ty Burrell, színész[48]
- Virginia Linder, bíró[49]

## Fordítás
- Ez a szócikk részben vagy egészben  a   Southern Oregon University című angol Wikipédia-szócikk ezen változatának fordításán alapul.  Az eredeti cikk szerkesztőit annak laptörténete sorolja fel. Ez a jelzés csupán a megfogalmazás eredetét és a szerzői jogokat jelzi, nem szolgál a cikkben szereplő információk forrásmegjelöléseként.